# The Bourne Supremacy
The Bourne Supremacy è un film del 2004 diretto da Paul Greengrass.
La pellicola, ispirata al romanzo Doppio inganno di Robert Ludlum, è il sequel di The Bourne Identity del 2002, nonché secondo capitolo della serie di Bourne. The Bourne Supremacy prosegue il racconto della storia dell'ex agente segreto Jason Bourne (interpretato da Matt Damon) e del suo tentativo di far luce sul proprio oscuro passato. Nel cast sono presenti anche Brian Cox, Julia Stiles, Karl Urban, Gabriel Mann e Joan Allen.
Il film ha ottenuto recensioni generalmente positive e ha avuto due seguiti, The Bourne Ultimatum - Il ritorno dello sciacallo (2007) e Jason Bourne (2016), e uno spin-off, The Bourne Legacy (2012).

## Trama
Da circa due anni, Jason Bourne trascorre una vita tranquilla a Goa, in India, insieme a Marie, che lo aiuta a ricostruire il suo passato. Nei suoi continui incubi, infatti, Jason rivive il proprio passato di sicario per la CIA agli ordini di Conklin.
A Berlino, Pamela Landy, vicedirettore della CIA, e la sua squadra stanno segretamente portando a termine l'acquisto dei "file Neski", contenenti informazioni vitali su un furto da 20 milioni di dollari ai danni dell'Agenzia nonché l'identità di una talpa all'interno della CIA. Tuttavia, Kirill, un agente dei servizi segreti russi, fa interrompere l'energia elettrica dell'albergo, uccide i due agenti, lascia sul posto le impronte di Bourne per incastrarlo, carpisce i file Neski e porta via i 3 milioni di dollari dell'acquisto, che consegnerà al magnate Yuri Gretkov. Per completare il lavoro, Kirill raggiunge Bourne a Goa per eliminarlo: insospettitosi, Bourne fugge in auto insieme a Marie, che viene uccisa da un proiettile esploso da Kirill. L'auto fuori controllo precipita da un ponte affondando in un fiume e Kirill è convinto di aver eliminato Bourne il quale, pensando che dietro l'uccisione della fidanzata ci sia ancora il suo superiore Conklin, è deciso a vendicarsi.
A Berlino segue un'indagine condotta da Pamela Landy, in cerca del responsabile del fallimento dell'acquisto dei file. Landy scopre le impronte di Jason Bourne su un detonatore inesploso e decide d'investigare sulla sua identità, venendo così a sapere dell'Operazione Treadstone, nella quale Bourne era coinvolto.
Landy interroga Ward Abbott, vicedirettore dell'Operazione Treadstone, e gli spiega che i file Neski contengono il nome dell'agente che ha rubato i 20 milioni di dollari. Sette anni prima, infatti, il politico russo Vladimir Neski aveva contattato l'Agenzia dicendo di essere a un passo dallo scoprire l'identità del ladro, ma era stato ucciso poco tempo dopo in un hotel di Berlino da sua moglie, suicidatasi dopo l'omicidio. Il caso era rimasto archiviato finché una nuova fonte d'informazioni non aveva contattato l'Agenzia comunicando di essere in possesso dei documenti e di essere disposta a venderli. Dopo il ritrovamento delle impronte di Bourne nell'hotel di Berlino, dove aveva avuto luogo l'operazione fallita, Landy si convince che il responsabile del fallimento dell'operazione sia proprio l'ex agente CIA e che quest'ultimo fosse in combutta con il suo supervisore Alexander Conklin. Abbott e Landy, perciò, partono per Berlino, decisi a catturare Bourne.
Bourne, nel frattempo, sbarca a Napoli e si lascia identificare dalle forze dell'ordine, che lo fermano e lo portano da un funzionario dell'ambasciata statunitense per essere interrogato. Bourne tramortisce il funzionario, copia la sua SIM card e intercetta una telefonata di Pamela Landy, scoprendo di essere ricercato per l'omicidio di Berlino. Bourne si reca a Monaco, a casa di Jarda, ultimo agente Treadstone e assassino di Conklin per ordine di Abbott, e viene a sapere che l'Operazione è stata chiusa dopo la morte di Conklin. Jarda tenta di immobilizzare Bourne prima dell'arrivo di una squadra CIA, ma Bourne lo uccide, fa esplodere la sua casa e fugge verso Berlino sulle tracce di Landy e Abbott, che stanno interrogando l'ex agente di supporto Nicky Parsons.
A Berlino, intanto, Danny Zorn (assistente di Ward Abbott ed ex collaboratore di Conklin) esamina la scena del furto dei file Neski e si accorge che il detonatore su cui Bourne ha lasciato le sue impronte è posizionato su una parte di centralina che non era necessario distruggere per togliere corrente elettrica all'albergo. Gli agenti Treadstone sono addestrati per non commettere alcun tipo di errore, così Zorn s'insospettisce e ne parla con Abbott, che lo uccide affinché non parli con altri.
Bourne chiama Landy e viene a sapere perché la CIA è sulle sue tracce. In seguito, Bourne rapisce Nicky, che gli dice che il vero capo di Treadstone era Abbott e non Conklin. In un flashback, Bourne si ricorda della sua prima missione da agente Treadstone e si rende conto di essere l'assassino di Neski: Bourne ricorda di averlo ucciso, uccidendo anche la moglie e di aver inscenato un omicidio-suicidio mettendo l'arma del delitto in mano alla moglie di Neski.
Intanto, Pamela Landy comincia a nutrire sospetti su Abbott, che evade le sue domande. Bourne si rivolge all'unica persona ancora in possesso di informazioni su Treadstone e cioè, come rivelatogli da Nicky, lo stesso Abbott. L'ex direttore confessa di essere la talpa nella CIA e rivela che Kirill è un agente dell'FSB, assunto da Abbott tramite Gretkov per eliminare Bourne e insabbiare il problema. Bourne registra la confessione e la fa avere a Landy. Abbot, con le spalle al muro, si suicida di fronte a Landy.
Bourne si reca a Mosca per rintracciare Irena Neski, figlia di Vladimir, per rivelarle la verità sulla morte dei suoi genitori, ma viene intercettato da Kirill. Ne risulta un inseguimento, che si conclude quando Bourne costringe l'auto di Kirill a schiantarsi su uno spartitraffico di cemento. Bourne torna sui suoi passi e fa visita a Irena, rivelandole la verità.
Grazie alla registrazione ottenuta da Bourne, Landy arresta Gretkov. Tempo dopo, Landy è a New York nel suo ufficio e viene contattata da Bourne: Landy lo ringrazia per le sue informazioni e gli rivela il suo vero nome, David Webb, la sua data di nascita, il 15 aprile 1971, e la sua città natale, Nixa (Missouri). Bourne si congeda dicendole: "Si riposi Pam, ha l'aria stanca.", rivelando quindi che riesce a vederla, poi riattacca e sparisce tra la gente per le strade di New York.

## Differenze con i libri
- Nel secondo libro della saga (Doppio inganno) i luoghi principali in cui si svolge l'azione sono la Cina e Hong Kong, mentre The Bourne Supremacy viene ambientato per la maggior parte in Germania.
- Nel libro Un nome senza volto Jason Bourne ricorda di essere un tale di nome David Webb. Nei film, scopre di essere David Webb grazie a Pamela Landy, alla fine di The Bourne Supremacy.

## Promozione
Per il film sono state realizzate due locandine differenti, ma come per il precedente The Bourne Identity, in entrambe è protagonista Matt Damon. Nella prima, dai toni caldi, è raffigurato un primo piano di Jason Bourne mentre imbraccia un fucile, ed è presente la tagline «They should have left him alone». Nella seconda, dai toni freddi, è invece presente Bourne a figura intera mentre cammina tenendo in mano una pistola, con la tagline «They stole his identity. Now he wants it back». In precedenza era stato distribuito un teaser poster raffigurante solamente un primissimo piano sfocato di Bourne, con la già citata tagline «They should have left him alone». Per l'italia è stata utilizzata la seconda locandina, con la tagline in lingua italiana «Gli avevano rubato la sua identità. Ora ha deciso di riprendersela».

## Accoglienza

### Incassi
A fronte di un budget di 75 milioni di dollari, la pellicola ne ha incassati circa 176,2 milioni in Nord America e 114,6 milioni nel resto del mondo, per un totale di 290835269 $.

### Critica
Il film è stato accolto positivamente dalla critica. Sull'aggregatore di recensioni Rotten Tomatoes ha un indice di gradimento dell'82% basato su 197 recensioni, con un voto medio di 7,2 su 10. Su Metacritic ottiene un punteggio di 73 su 100 basato su 39 recensioni.